# Око Ра

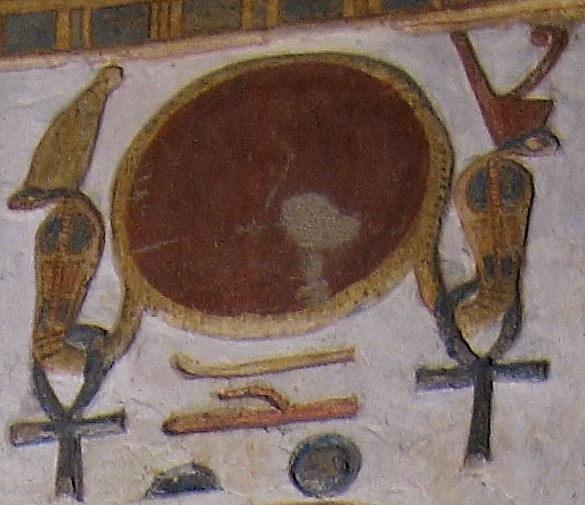
Око Ра можна ототожнити з сонячним диском, зі звитими навколо нього кобрами, що вдягнули білу та червону корони Верхнього і Нижнього Єгипту.

Око Ра — істота в давньоєгипетській міфології, жіночий відповідник бога сонця Ра, а також грізна сила, що підкорює його ворогів. Око є атрибутом сили Ра, яке ототожнюють з диском сонця, однак може жити і своїм незалежним життям. У цій ролі його можуть уособлювати різні єгипетські богині, зокрема Хатхор, Сехмет, Бастет, Ваджет і Мут. Богиня Око буває матір'ю, сестрою, дружиною та дочкою бога сонця. Вона його партнерка в циклі творення, коли він же і народжується на світанку в оновленій формі. У своїй грізній іпостасі Око захищає Ра від сил безладу, що загрожують його правлінню. Цей агресивний прояв богині Ока часто втілювали у вигляді левиці, або урея, або кобри, тобто символу захисту й царської влади. Око Гора, яке належить іншому богу, Гору, багато в чому уособлює ті самі уявлення, що й Око Ра. В єгипетській міфології є виразний мотив, коли вихід богині Ока з-під контролю веде до катастрофічних наслідків, а боги намагаються її вгамувати.
Око Ра посідало важливе місце в багатьох царинах давньоєгипетської релігії, зокрема в культах численних богинь, ототожнених з ним. Його життєдайну силу славили під час храмових ритуалів, а його агресивний прояв закликали, щоб захистити фараона, священні місця, а також простих людей та їхні житла.

## Ролі

### Сонячна
Єгиптяни часто розглядали Сонце і Місяць як очі певних богів. Праве око бога Гора, наприклад, прирівнювали до сонця, а ліве око — до місяця. Часом єгиптяни називали місячне око — «Оком Гора». Це поняття мало свою складну міфологію та символіку. Сонячне ж око вони називали «Оком Ра» (Ра — найвизначніший бог сонця у давньоєгипетській релігії). Однак у єгипетських віруваннях назви та уявлення часто перетікали одне в одне, тому Сонце могли величати й «Оком Гора».
У єгипетському мистецтві жовта або червона дископодібна емблема символізує Око Ра. У віруваннях єгиптян сонце мало особливе значення, тому його релігійний символ належить до найпоширеніших у всьому єгипетському мистецтві. Хоча єгиптологи зазвичай називають цю емблему сонячним диском, та її опукла форма в єгипетській рельєфній скульптурі дозволяє припустити, що єгиптяни уявляли її як сферу. Ця емблема часто фігурує на головах пов'язаних із сонцем божеств, зокрема самого Ра, вказуючи на їх зв'язок із сонцем. Цей диск можна навіть розглядати як фізичну форму Ра. Також бога сонця в різному вигляді зображали всередині диска, ніби оперезаного ним. Єгиптяни часто описували рух сонця по небу як плавання барка, що перевозить Ра та його почет богів, і ототожнювали диск сонця з сонячним барком, або ж зображали барк усередині диска. У багатьох єгипетських текстах цей диск називали дочкою Ра..
Око Ра, як сонце, — джерело тепла і світла, пов'язане з вогнем та полум'ям. Його ототожнювали також з червоною загравою, що з'являється на світанку, і з вранішньою зорею, яка передує сонцю та сповіщає про його прихід.

### Життєтворча
Хоча очі єгипетських божеств передусім є атрибутами сили своїх власників, але часом і самі відіграють діяльну роль у міфології, можливо тому, що в єгипетській мові слово «око» (jrt) нагадує інше слово, що означає «чинити» або «діяти». Наявність суфікса жіночого роду -t в слові jrt можливо пояснює, чому ці самостійні очі ототожнювали з істотами жіночого роду. Око Ра, зокрема, глибоко залучене в творчі дії бога сонця.
В єгипетській міфології щоранкову з'яву сонця з-за обрію порівнювали з народженням Ра. Внаслідок цього відновлюється і порядок космосу. Ра виходить із тіла богині, яка уособлює небо, — зазвичай Нут. На зображеннях сходу сонця Ра часто постає в образі дитини, що міститься в сонячному диску. У цьому контексті, єгиптологиня Лана Трой припускає, що можливо диск уособлює матку, з якої він народився, або плаценту, що виходить разом з ним. Око Ра також може набувати образу богині, яка, за словами Трой, є водночас і матір'ю, що народжує Ра зі свого лона, і сестрою, яка народилася поряд з ним, як плацента. Часом сказано, що на заході сонця Ра входить у тіло богині неба, запліднюючи її та створюючи передумови, щоб потім переродитись до схід сонця. Отже, Око є водночас і лоном матері, з якої немовлям народжується Ра, і дружиною дорослого Ра. Дорослий Ра, зі свого боку, є батьком Ока, що народжується до схід сонця. Око, таким способом, є жіночим відповідником чоловічої творчої сили Ра, в рамках ширшої схильності єгиптян виражати створення та оновлення за допомогою метафори статевого розмноження. Ра породжує свою дочку, Око, яка, зі свого боку, народжує його, свого сина, у циклі безперервного відтворення.
Ра не єдиний хто має такий зв'язок із Оком. Інші сонячні боги можливо перебувають у подібних стосунках з численними богинями, ототожнюваними з Оком. Хатхор, богиню неба, сонця та родючості, часто називають Оком Ра. Хатхор має стосунки ще й з Гором, а його зв'язки з сонцем нагадують зв'язок Ра зі своїм Оком. Хатхор можна навіть назвати «Око Гора» — один із кількох способів, якими відмінності між двома очима згладжуються. Око також може поставати атрибутом і супутником Атума, бога-творця, тісно пов'язаного з Ра. Іноді це око називають Оком Атума, хоча іншим разом Око Ра і Око Атума розрізняють, причому Око Ра — сонце, а Око Атума — місяць.

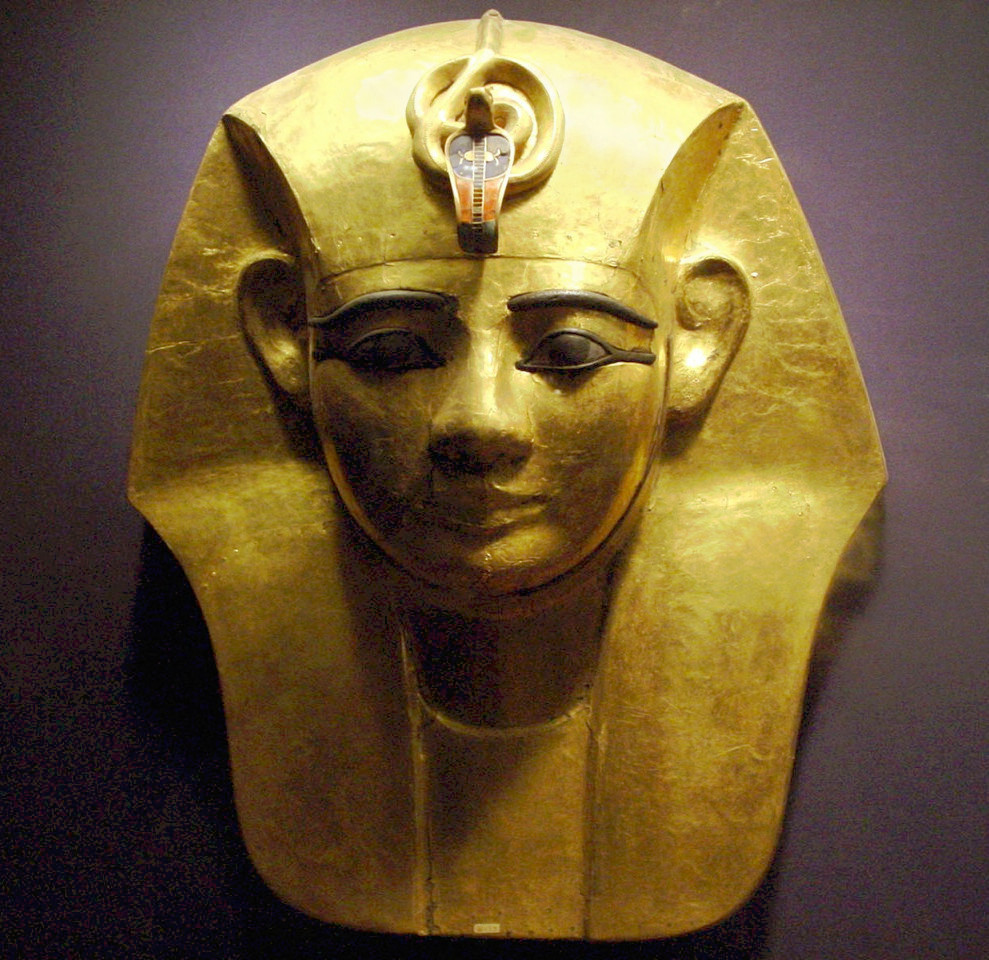
Уреї на царському головному уборі Аменемопета

Міф про Око, знаний із посилань у «Текстах саркофагів» часів Середнього царства (близько 2055—1650 рр. до н. е.) та повнішого викладу в папірусі Бремнера-Рінда часів пізнього царства (664—332 рр. до н. е.), показує тісний зв'язок Ока з Ра та Атумом, а також його здатність діяти самостійно. Дія міфу відбувається ще до створення світу, коли сонячний творець — або Ра, або Атум — залишається наодинці. Шу і Тефнут, діти цього бога-творця, віддалилися від нього у водах Ну, хаосу, що згідно з єгипетськими віруваннями існував до створення світу. Тож творець відряджає своє Око на їх пошуки. Око повертається разом з Шу і Тефнут, але шаленіє, побачивши, що на його місці в творця вже виросло нове око. Щоб заспокоїти Око, Бог-творець надає йому привілейоване місце на лобі у вигляді урея, символічної кобри, досить поширеного в єгипетському мистецтві, особливо на царських коронах. Ототожнення Ока з уреєм і короною підкреслює роль Ока як супутника Ра і Фараона, з яким Ра пов'язаний. Після повернення Шу і Тефнут, Бог-творець, як сказано, лив сльози, хоча, незрозуміло що їх спричинило, радість від повернення дітей, чи смуток від гніву Ока. З цих сліз народжуються перші люди. В одному з варіантів цієї оповіді плаче вже саме Око, отже Око є матір'ю людства.
Сльози Ока Ра є проявом загальнішого зв'язку між Оком та вологою. Око уособлювало не лише вранішню зорю, а його ще й могли ототожнювати з зорею Сотіс (Сіріус). Кожного літа, на початку єгипетського року, геліактичний схід Сотіса, коли зоря підіймалася над обрієм перед самим сонцем, сповіщав про початок розливання Нілу, який поливав та удобрював сільськогосподарські угіддя Єгипту. Тому Око Ра передує повеням, що відновлюють родючість у всьому Єгипті, та уособлює їх.  

### Агресивна і захисна
Око Ра уособлює ще й руйнівний бік сили Ра: сонячне тепло в Єгипті буває таким суворим, що єгиптяни іноді порівнювали його зі стрілами, які випустив бог, щоб знищити злочинців. Урей є логічним символом цієї небезпечної сили. У мистецтві сонячний диск нерідко зображають разом з одним чи двома уреями, звитими навколо нього. Сонячний урей уособлює Око як небезпечну силу, що оперізує бога Сонця і охороняє його від ворогів, плюючись полум'ям, як отрутою. Іноді сказано, що чотири уреї оточують барк Ра. Під сукупною назвою «Хатхор чотирьох облич» вони уособлюють пильність Ока навсібіч.
Вороги Ра, тобто сили хаосу, загрожують створеному ним космічному порядку в особі Маат. Це і люди, що поширюють безлад, і космічні сили, як-от Апеп, який є втіленням хаосу. Щоночі Ра та боги, що пливуть разом з ним у барку, ведуть з Апепом битву. Злісний погляд власного Ока Апепа це потужна зброя проти Ра, і Око Ра — одна з небагатьох сил, що здатна дати йому відсіч. Деякі нечіткі уривки в «Текстах саркофагів» наводять на думку, що Апепа вважали здатним під час цієї битви поранити або викрасти Око в Ра. В інших текстах вогняне дихання ока допомагає знищити Апепа. Ця апотропеїчна функція Ока Ра є ще однією спільною рисою з Оком Гора, яке, за подібними повір'ями, боронить від зла.
Око може навіть обертати свій шал на божества, що їх, на відміну від Апепа, не вважають злими. Ранні похоронні тексти містять посилання на сюжет про те, як на світанку Ра ковтає безліч інших богів, які тут тотожні зорям. Він вбирає їхню міць, цим відновлюючи власні життєві сили, а потім випльовує богів назад у вечірніх сутінках. У цьому Око допомагає Ра, забиваючи богів йому до сніданку. Отже, червона заграва світанку означає кров, пролиту під час цієї бойні.
У міфі «Знищення людства», наведеному в «Книзі Небесної корови» часів Нового царства (близько 1550—1070 рр. до н. е.), Ра застосовує Око як зброю проти людей, що повстали проти його влади. Він посилає Око — Хатхор, в її агресивному прояві як богині левиці Сехмет — знищити їх. Вона починає виконувати його наказ, але після першого дня її шалу Ра вирішує завадити їй знищити все людство. Він наказує зафарбувати пиво в червоний колір і розлити його по землі. Богиня Око приймає пиво за кров і напивається ним. І в цьому стані сп'яніння вона повертається до Ра, вже не помічаючи людей, яких раніше хотіла знищити. Хміль зробив її знову нешкідливою. Надін Гілхоу припускає, що несамовитість Ока — це натяк на спеку та поширеність хвороб в Єгипті влітку. Йдеться, зокрема, про епагоменальні дні перед новим роком, що їх вважали нещасливими. А отже, червоне пиво може означати червоний намул, що осідав під час подальшого розливу Нілу, коли за повір'ями закінчувався період нещасть.
Навіть сонячному богові буває трудно приборкати мінливу вдачу свого Ока. У міфі про «богиню, що десь далеко», а цей мотив має кілька варіантів, богиня Око ображається на Ра і втікає від нього. У деяких версіях вона можливо гнівиться через те, що Ра виростив замість неї нове око, коли вона шукала Шу і Тефнут. Але в інших версіях вона, здається, бунтує вже після того, як світ повністю сформувався. Дімітрі Мікс та Крістін Фавар-Мікс вбачають у цих сюжетах реакцію Ока на те, як Ра його перехитрив, коли воно знищувало людство, тоді як Керолін Грейвз-Браун розглядає їх як подальше розроблення міфу, згаданого в Книзі Небесної Корови. За відсутності Ока, Ра стає вразливим перед ворогами й великою мірою позбавленим міці. Відсутність Ока та ослабленість Ра імовірно є міфологічним посиланням на сонячні затемнення. Понад тим, це можливо прояв загальнішого мотиву в єгипетському міфі, коли якесь інше божество допомагає відновити втрачене Око бога. Наприклад, у міфі про Осіріса йдеться про вирване Око Гора, яке потрібно повернути або зцілити, щоб Гор відновив міць.
Тим часом Око блукає в далекій країні — Нубії, Лівії або ж Пунті. Воно прибирає подобу дикої кішки, такої ж небезпечної та непідвладної, як сили хаосу, які їй задумано підкорити. Щоб навести лад, один із богів намагається її затримати. В одній із версій, знаній із розкиданих посилань, бог воїн Анхур шукає Око, що взяло на себе подобу богині Мехіт, використовуючи свої навички мисливця. В інших розповідях вже Шу шукає Тефнут, яка цього разу уособлює Око, а не самостійне божество. Тот, який часто служить вісником і примирителем в єгипетському пантеоні, також може шукати мандрівну богиню. Його роль у затриманні Ока Ра нагадує його роль у міфі про Осіріса, де він зцілює або повертає втрачене Око Гора. У папірусі пізнього періоду, що дістав назву «Міф про сонячне око», щоб повернути Око Ра, Тот вдається до різних повчань, спокушань та дотепних оповідок. Його зусилля не завжди приносять успіх; в якусь мить богиня так шаленіє від балачок Тота, що з відносно ласкавої кішки обертається вогнедишною левицею, а переляканий Тот відстрибує.
Коли богиня нарешті заспокоюється, бог, що її затримував, проводжає її назад до Єгипту. Її повернення знаменує собою початок розливу та прихід нового року. Йоахім Фрідріх Квак зазначає, що коли Сіріус знову з'являється на небі, він спочатку здається червонуватим, а потім набуває блакитно-білого відтінку. Він припускає, що єгиптяни пов'язували цю зміну кольору з втихомиренням богині Ока. Вгамоване божество Ока знову стає плодовитою дружиною бога сонця, або, в деяких варіантах оповіді, того бога, що затримував її. Мехіт стає дружиною Анхура, Тефнут шлюбиться з Шу, а дружиною Тота іноді є Негемтаві, другорядна богиня, пов'язана з цією втихомиреною іпостассю Ока. У багатьох випадках після цього богиня Ока та її чоловік породжують божественну дитину, що стає новим богом сонця. Обернення богині з войовничої на миролюбну відкриває шлях до оновлення бога сонця та царства, яке він уособлює.
На думку Грейвс-Браун дуалістична природа богині Ока свідчить про те, що «єгиптяни в самій жіночій природі бачили дуалізм, тобто поєднання двох крайніх почуттів, гніву та любові». Цей самий погляд на жіночність трапляється в текстах про людських жінок, як-от Інструкції Анхшешонк, де сказано, що дружина схожа на кішку, якщо чоловік здатен дарувати їй щастя, і на левицю, якщо він на це не здатен.

## Прояви

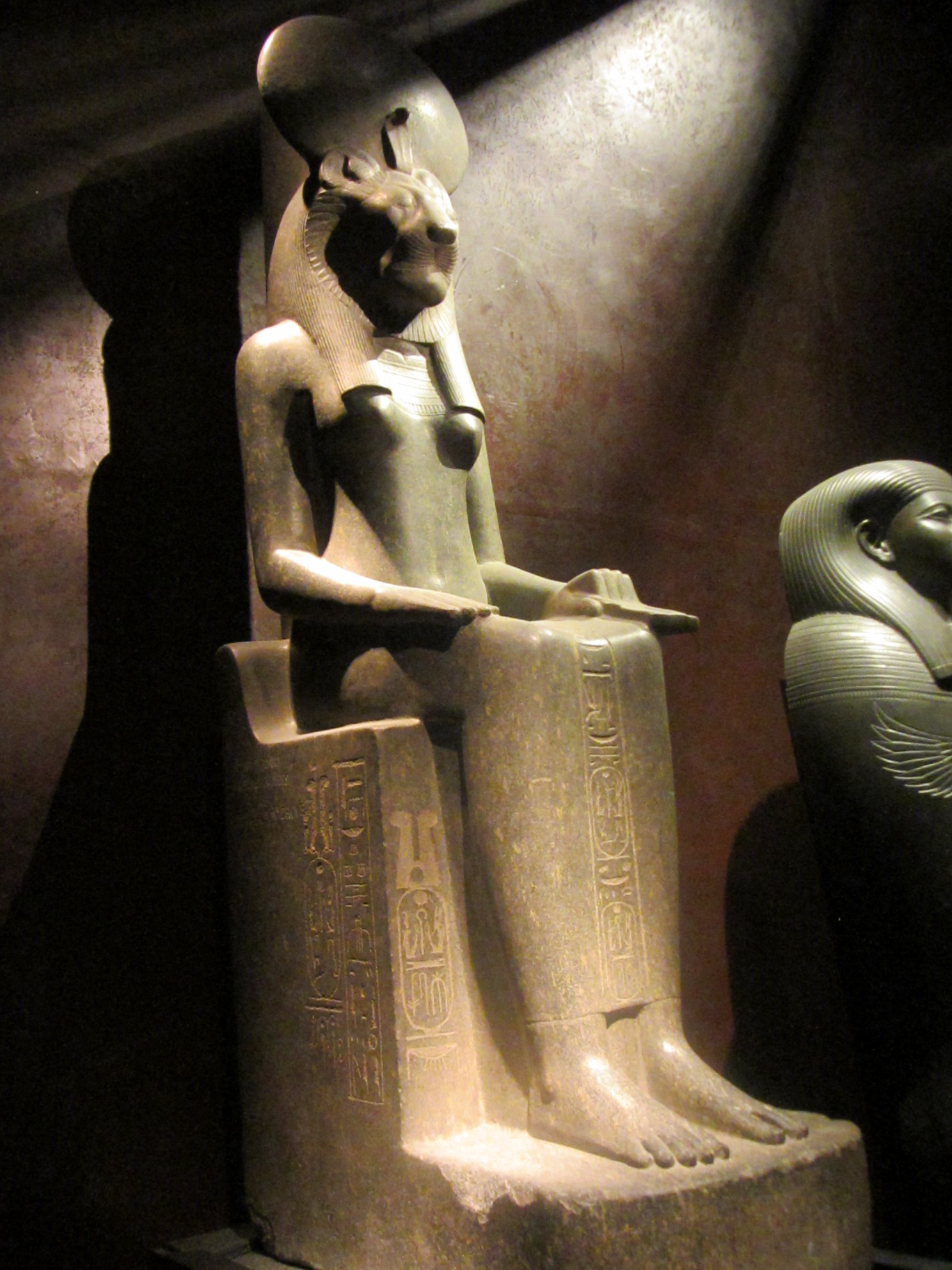
Сехмет у вигляді жінки з лицем левиці, на голові якої сонячний диск та уреї

Риси Ока Ра були важливою складовою загального уявлення єгиптян про жіночих божеств. Око ототожнювали з багатьма богинями, від вельми відомих, як-от Хатхор, і до зовсім другорядних, як-от Месджет, богині-левиці, що з'являється лише в одному знаному написі.
Єгиптяни пов'язували багатьох богів, що мали вигляд котових, із сонцем, а багатьох божеств-левиць, наприклад, Сехмет, Менхіт і Тефнут, ототожнювали з Оком. Бастет зображували і як домашню кішку, і як левицю, і в цих двох формах вона могла уособлювати миролюбний і грізний прояви Ока. Ще однією богинею сонячного Ока була Мут, дружина бога Амона, що був пов'язаний з Ра. Вперше Мут названо Оком Ра за часів пізнього Нового Царства, й ті риси її характеру, що були пов'язані з Оком, ставали дедалі виразнішими. Мут теж могла поставати і в образі левиці, і в образі кішки.
Так само богині-кобри часто уособлювали Око. Серед них Ваджет, богиня-заступниця Нижнього Єгипту, тісно пов'язана з царськими коронами та захистом царя. До інших пов'язаних з оком богинь кобри належать божество родючості Рененутет, богиня-чарівниця Веретхекау та Мерітсегер, божественна захисниця некрополя поблизу міста Фіви.
З Оком були пов'язані не лише божества у вигляді котів та змій. Звичайна тваринна подоба Хатхор — корова, як і тісно пов'язаної богині Ока Мехет-Верет. Нехбет, богиня в образі шуліки, була тісно пов'язана з Ваджет, Оком та коронами Єгипту. Багато богинь Ока постають переважно в людській подобі, зокрема, Нейт, часом войовниче божество, а часом матір бога сонця. Це також Сатет і Анукет, пов'язані з нільськими порогами та розливом. Серед інших таких богинь Сотіс, обожнена форма однойменної зорі, і Маат, уособлення космічного порядку, яка була пов'язана з Оком, бо її вважали дочкою Ра. Навіть Ісіду, яка зазвичай є супутницею Осіріса, а не Ра, чи Астарту, божество родючості та війни, яке було запозичено з Ханаану і не є власне єгипетським, можна було б ототожнити із сонячним Оком.
Часто дві пов'язані з Оком богині з'являються разом, уособлюючи різні прояви Ока. Поєднані божества часто виражають відповідно плідний та агресивний боки характеру Ока, як це іноді буває у випадку Хатхор і Сехмет. Ваджет і Нехбет можуть уособлювати відповідно Нижній та Верхній Єгипет, поряд з Червоною короною та Білою короною, які представляють ці дві землі. Так само й Мут, головний культовий центр якої був у Фівах, інколи слугувала верхньоєгипетським аналогом Сехмет, якій поклонялися в Мемфісі у Нижньому Єгипті.
Ці богині та їхні іконографії часто змішувались. Єгипетські тексти містять багато таких поєднань: Хатхор-Тефнут, Мут-Сехмет, та Бастет-Сотіс. Ваджет іноді трапляється з головою лева, а не кобри, Нехбет могла взяти на себе образ кобри як аналог Ваджет, і вельми багато з цих богинь на голові носили сонячний диск, а крім нього іноді урей або коров'ячі роги, які є типовими для головного убору Хатхор. Починаючи з Середнього царства, ієрогліф на позначення урея могли в будь-якому контексті використати як логограму або детермінатив для слова «богиня», бо по суті будь-яку богиню можна було пов'язати зі складною сукупністю атрибутів Ока.

## Поклоніння
Око Ра застосовували в багатьох царинах єгипетської релігії і його міфологія була частиною поклоніння багатьом богиням, ототожненим з ним.
Втеча ока з Єгипту та його повернення були неодмінним елементом храмового ритуалу в періоди Птолемея та Риму (305 р. до н. е. — 390 р. н. е.), коли новий рік, а разом з ним і розлив Нілу, відзначали як повернення ока після його блукань на чужині. Єгиптяни будували вздовж річки храми, де зображали тварин і карликів, що радіють прибуттю богині. Науковцям не відомо, як добре цей міф і відповідні ритуали були розвинуті в попередні часи. Одним з найдавніших прикладів є повернення Мут до рідного храму в Фівах, яке там святкували щороку ще за часів Нового царства. У храмі Монту в Медамуді, на фестивалі, що може сягати ще пізнього Середнього царства, саме дружину Монту, Рат-тауі, ототожнювали з Хатхор і Оком Ра. Повернення цієї богині Ока у родючій вологоносній формі було передумовою її подальшого шлюбу з Монту та народження їхньої міфологічної дитини, одного з утілень Гора. Святкування її повернення додому під час новорічного фестивалю храму супроводжувалось пиятикою та танцями, що є паралеллю до стану сп'яніння богині після її умиротворення. В інших містах двох богинь шанували як войовниче і мирне втілення Ока, як-от Айет і Негемтаві в Гераклеополі, або Сатет і Анукет в Асуані.
Під час іншого храмового ритуалу фараон грав церемоніальну гру на честь богинь Ока: Хатхор, Сехмет або Тефнут. У ній він ударяв м'яча, що символізував Око Апепа, ключкою, зробленою з тієї породи дерева, яка, як вважали, проросла з Ока Ра. Цей ритуал в ігровій формі символізує битву Ока Ра з його найбільшим ворогом.

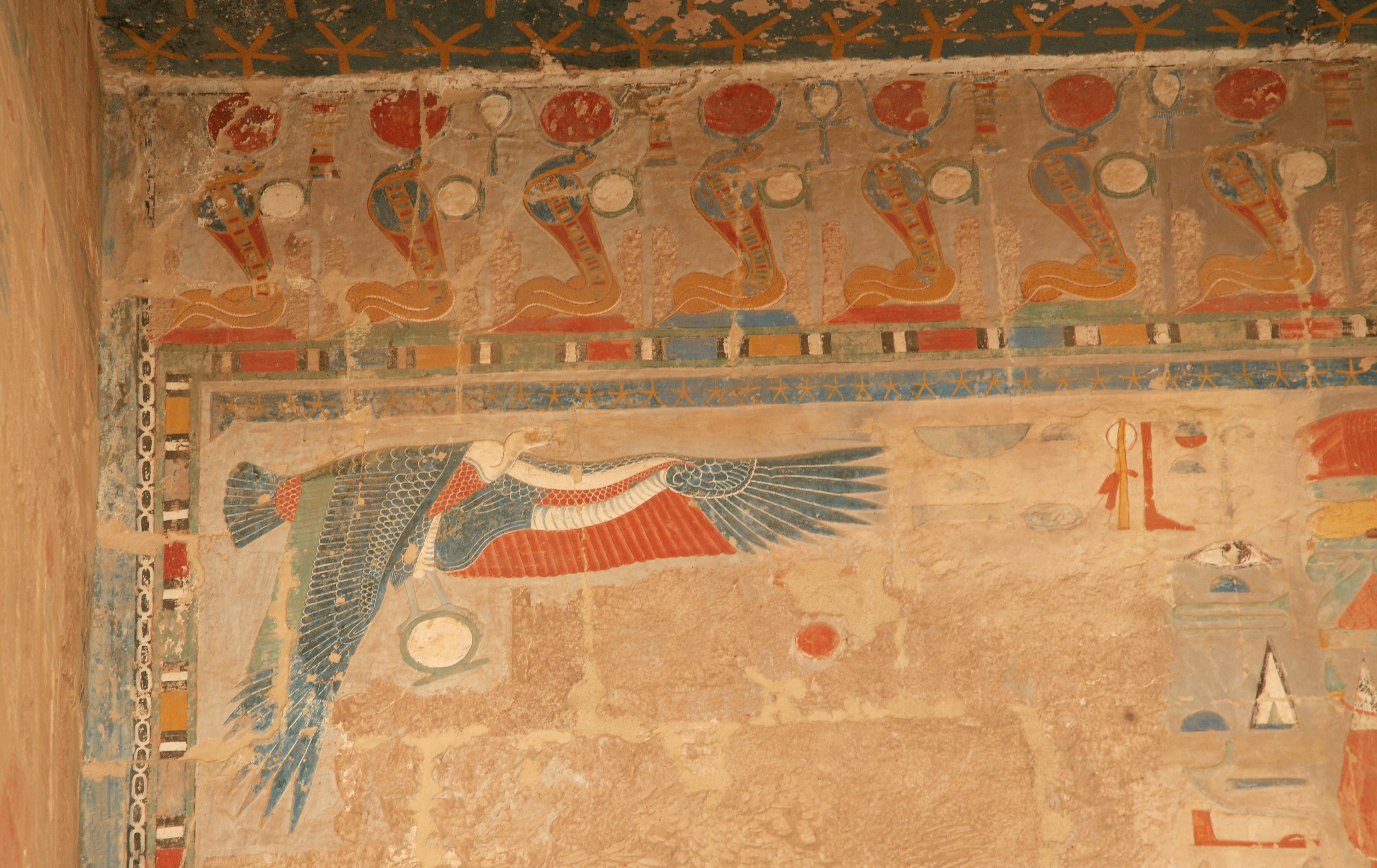
Фриз із уреїв, що несуть на собі сонячні диски, у верхній частині стіни в храмі Хатшепсут

Поняття сонячного Ока як матері, дружини та дочки бога було частиною царської ідеології. Фараони брали на себе роль Ра, а їхні дружини були пов'язані з Оком і богинями, ототожненими з ним. Сонячні диски та уреї, вбудовані в головні убори цариць за часів Нового царства, відбивають цей міфологічний зв'язок. Жриці, що виконували роль церемоніальних «дружин» певних богів за часів Третього перехідного періоду (близько 1059—653 рр. до н. е.), як-от Дружини бога Амона, мали подібний зв'язок з богами, яким вони служили. Аменхотеп III навіть присвятив храм в Седейнзі в Нубії своїй дружині Тії, як прояв Ока Ра, аналогічний храмові самого Аменхотепа в сусідньому Солебі.
Войовничий прояв Ока також був присутній в релігійному ритуалі та символіці, де він виконував роль захисника. Уреї на головних уборах царів і богів вказують на те, що богині Ока служили захисницями царів і богів. З подібних причин уреї зображали рядами у верхній частині святинь та інших споруд, щоб вони символічно захищали ці місця від ворожих сил. Сенс багатьох храмових ритуалів полягав у закликанні богинь Ока, щоб вони оберігали храмову місцевість та його божество. Часто в текстах таких ритуалів згадано набір з чотирьох певних захисних уреїв. Ці уреї іноді ототожнюють із різними поєднаннями богинь, пов'язаних з Оком, але їх також можна розглядати як прояви «Хатхор чотирьох облич», чий захист сонячного барка в цих ритуалах поширюється на певні місця на землі.
Око Ра застосовували й для захисту простих людей. Деякі апотропеїчні амулети у формі Ока Гора з одного боку мають фігуру богині. Ці амулети, найвірогідніше, є натяком на зв'язок між Оком Гора та Оком Ра. Їхня задача — особистий захист володаря. Крім того, деякі магічні заклинання з Нового царства передбачають розміщення глиняних модельних уреїв навколо будинку чи кімнати, щоб ці сонячні уреї боронили їх подібно до храмових ритуалів. Ці уреї призначені для відвернення злих духів та викликаних ними кошмарів, або ж інших ворогів мешканця дому. У заклинаннях сказано, що моделі мають «вогонь у роті». Моделі, на зразок тих, про які сказано в заклинаннях, знайдено в рештках давньоєгипетських міст, і вони мають миски перед ротами, де могло спалюватися паливо, хоча знані зразки не мають ознак горіння. Вогонь у пащах кобр, справжній чи метафоричний, як і полум'я вивергнуте Оком Ра, мав розвіяти нічну темряву та спопелити небезпечних істот, якими вона кишить.
Важливість Ока поширюється і на потойбічний світ. Єгипетські похоронні тексти пов'язують померлі душі з Ра в його нічних подорожах Дуатом, царством мертвих, і з його відродженням на світанку. У цих текстах часто йдеться про те, як Око та його різні прояви захищають та народжують померлого, як і у випадку з Ра. В одному із заклинань у «Текстах саркофагів» сказано, що Бастет, як Око, освітлює Дуат подібно до смолоскипа, дозволяючи мерцеві безпечно проходити крізь його глибини .

## Для подальшого читання
- de Cenival, Françoise (1988) (in French). Le Mythe de l'oeil du soleil. Sommerhausen. ISBN 3-924151-02-4.
- Ерік Хорнунг[en] (1997) (in German). Der ägyptische Mythos von der Himmelskuh, 2d ed. Vandehoeck & Ruprecht. ISBN 3-525-53737-9.